# Monomorium salomonis
Monomorium salomonis (лат.) — вид мелких муравьёв рода Monomorium из подсемейства мирмицин.

## Описание
Мелкие муравьи длиной около 3 мм. От близких видов отличается следующими признаками: одноцветные коричневые; скапус, отведенный назад, превосходит задний край головы примерно на половину длины педицеля; волосистость тела отчетливо редуцирована по всей поверхности, мезосома с единственной парой волосков на проподеуме, в то время как петиоль, постпетиоль и брюшко голые. Глаза расположены почти позади или на середине длины головы, если смотреть в анфас; глаза заметно крупнее, с 10-14 омматидиями в самом длинном ряду; задний край головы вогнутый или линейный при виде анфас. На нижней стороне головы множество пар длинных стоячих волосков. Метанотальная бороздка глубокая.
Усики с 3-члениковой булавой. Усиковые бороздки отсутствуют. Стебелёк между грудкой и брюшком состоит из двух члеников: петиолюса и постпетиолюса (последний четко отделен от брюшка), жало развито. Вид был впервые описан в 1758 году шведским натуралистом Карлом Линнеем под названием Formica salomonis  Linnaeus, 1758 по материалам из Египта. Включён в состав видовой группы Monomorium salomonis.

## Распространение
Северная Африка и Ближний Восток. Также известен как инвазивный вид, завезённый в страны Европы и Америки, и на Мадагаскар.